# Parfouru-sur-Odon
Parfouru-sur-Odon ist eine französische Gemeinde mit 197 Einwohnern (Stand: 1. Januar 2022) im Département Calvados in der Region Normandie. Sie gehört zum Arrondissement Vire und zum Kanton Les Monts d’Aunay. Die Einwohner werden als Parfourutains bezeichnet.

## Geografie
Parfouru-sur-Odon liegt rund 21 Kilometer südwestlich von Caen und 24 Kilometer südsüdöstlich von Bayeux. Umgeben wird die Gemeinde von Monts-en-Bessin im Norden, Val d’Arry im Nordosten und Osten, Landes-sur-Ajon im Südosten, Épinay-sur-Odon im Süden, Südwesten und Westen sowie Villy-Bocage in nordwestlicher Richtung. An der nordwestlichen Ortsgrenze verläuft die Autoroute A84. Der Odon durchfließt das südliche Gemeindegebiet.

## Bevölkerungsentwicklung
| Jahr                             | 1793 | 1836 | 1876 | 1926 | 1946 | 1968 | 1990 | 2016 |
| Einwohner                        | 139  | 157  | 188  | 123  | 119  | 104  | 147  | 197  |
| Quelle: Cassini, EHESS und INSEE |      |      |      |      |      |      |      |      |

## Religion
Die Gemeinde gehört zur katholischen Pfarrei Saint-Michel-en-Pré-Bocage mit Sitz in Villers-Bocage, Bistum Bayeux.

## Sehenswürdigkeiten
- Kirche Saint-Laurent, Neubau aus dem 18. Jahrhundert
- Schloss Parfouru aus dem 17. Jahrhundert